# RT-23
RT-23洲际弹道导弹（俄语：РТ-23，北约代号：“手术刀”）是俄罗斯的一款洲际弹道导弹。該洲际弹道导弹设计使用寿命为15年，該彈道導彈已于2002年至2004年間陸續从俄罗斯战略火箭军中退役。